# Lista över fornlämningar i Falköpings kommun (Ullene)
Lista över fornlämningar i Falköpings kommun (Ullene) är en förteckning av ett urval av de fornlämningar som finns i Ullene i Falköpings kommun.
| Namn                         | Lämningstyp                 | Tillkomsttid | Historisk indelning   | Plats | Läge                 | ID-nr          | Bild                                 |
| ---------------------------- | --------------------------- | ------------ | --------------------- | ----- | -------------------- | -------------- | ------------------------------------ |
| Ullene 1:1                   | Grav markerad av sten/block |              | Ullene, Västergötland |       | 58.188594, 13.355166 | 10207400010001 | Ladda upp en bild av detta fornminne |
| Ullene 1:2                   | Grav markerad av sten/block |              | Ullene, Västergötland |       | 58.188558, 13.355037 | 10207400010002 | Ladda upp en bild av detta fornminne |
| Ullene 1:3                   | Grav markerad av sten/block |              | Ullene, Västergötland |       | 58.188644, 13.354986 | 10207400010003 | Ladda upp en bild av detta fornminne |
| Ullene 2:1                   | Stenkrets                   |              | Ullene, Västergötland |       | 58.188990, 13.356686 | 10207400020001 | Ladda upp en bild av detta fornminne |
| Ullene 2:2                   | Stensättning                |              | Ullene, Västergötland |       | 58.188827, 13.356725 | 10207400020002 | Ladda upp en bild av detta fornminne |
| Ullene 2:3                   | Stensättning                |              | Ullene, Västergötland |       | 58.189120, 13.356313 | 10207400020003 | Ladda upp en bild av detta fornminne |
| Ullene 4:1                   | Stenkrets                   |              | Ullene, Västergötland |       | 58.194141, 13.346781 | 10207400040001 | Ladda upp en bild av detta fornminne |
| Ullene 7:1                   | Begravningsplats            |              | Ullene, Västergötland |       | 58.184765, 13.347164 | 10207400070001 | Ladda upp en bild av detta fornminne |
| Ullene 7:2                   | Kyrka/kapell                |              | Ullene, Västergötland |       | 58.184729, 13.347180 | 10207400070002 | Ladda upp en bild av detta fornminne |
| Drottningstenen (Ullene 8:1) | Minnesmärke                 |              | Ullene, Västergötland |       | 58.191835, 13.348923 | 10207400080001 | Ladda upp en bild av detta fornminne |
| Ullene 10:1                  | Stensättning                |              | Ullene, Västergötland |       | 58.171443, 13.350388 | 10207400100001 | Ladda upp en bild av detta fornminne |
| Ullene 11:1                  | Grav markerad av sten/block |              | Ullene, Västergötland |       | 58.170998, 13.349480 | 10207400110001 | Ladda upp en bild av detta fornminne |
| Ullene 12:1                  | Grav markerad av sten/block |              | Ullene, Västergötland |       | 58.170262, 13.348856 | 10207400120001 | Ladda upp en bild av detta fornminne |
| Ullene 13:1                  | Kyrka/kapell                |              | Ullene, Västergötland |       | 58.162167, 13.345523 | 10207400130001 | Ladda upp en bild av detta fornminne |
| Ullene 16:1                  | Grav markerad av sten/block |              | Ullene, Västergötland |       | 58.168832, 13.337309 | 10207400160001 | Ladda upp en bild av detta fornminne |
| Ullene 18:1                  | Grav markerad av sten/block |              | Ullene, Västergötland |       | 58.164019, 13.336731 | 10207400180001 | Ladda upp en bild av detta fornminne |
| Ullene 18:2                  | Grav markerad av sten/block |              | Ullene, Västergötland |       | 58.163929, 13.336719 | 10207400180002 | Ladda upp en bild av detta fornminne |
| Ullene 19:1                  | Gravfält                    |              | Ullene, Västergötland |       | 58.165171, 13.329645 | 10207400190001 | Ladda upp en bild av detta fornminne |
| Ullene 20:1                  | Stensättning                |              | Ullene, Västergötland |       | 58.165046, 13.331068 | 10207400200001 | Ladda upp en bild av detta fornminne |
| Ullene 25:1                  | Hög                         |              | Ullene, Västergötland |       | 58.200203, 13.364259 | 10207400250001 | Ladda upp en bild av detta fornminne |
| Ullene 31:1                  | Stensättning                |              | Ullene, Västergötland |       | 58.192902, 13.357547 | 10207400310001 | Ladda upp en bild av detta fornminne |
| Ullene 34:1                  | Stensättning                |              | Ullene, Västergötland |       | 58.179083, 13.331654 | 10207400340001 | Ladda upp en bild av detta fornminne |
| Piggehall (Ullene 36:1)      | Grav markerad av sten/block |              | Ullene, Västergötland |       | 58.168790, 13.324801 | 10207400360001 | Ladda upp en bild av detta fornminne |
| Ullene 37:1                  | Grav markerad av sten/block |              | Ullene, Västergötland |       | 58.162313, 13.326654 | 10207400370001 | Ladda upp en bild av detta fornminne |
| Ullene 38:1                  | Grav markerad av sten/block |              | Ullene, Västergötland |       | 58.163238, 13.328080 | 10207400380001 | Ladda upp en bild av detta fornminne |
| Ullene 38:2                  | Grav markerad av sten/block |              | Ullene, Västergötland |       | 58.163193, 13.328208 | 10207400380002 | Ladda upp en bild av detta fornminne |
| Ullene 38:6                  | Grav markerad av sten/block |              | Ullene, Västergötland |       | 58.163432, 13.328463 | 10207400380006 | Ladda upp en bild av detta fornminne |
| Ullene 49:1                  | Stensättning                |              | Ullene, Västergötland |       | 58.168898, 13.323248 | 10207400490001 | Ladda upp en bild av detta fornminne |
| Ullene 50:1                  | Stensättning                |              | Ullene, Västergötland |       | 58.160635, 13.333642 | 10207400500001 | Ladda upp en bild av detta fornminne |